# Ostróvnoie
Ostróvnoie (en rus: Островное) és un poble (un possiólok) de l'óblast de Sverdlovsk, a Rússia, segons el cens del 2010 tenia 229 habitants.